# ミスピーチ 巨乳は桃の甘み
『ミスピーチ 巨乳は桃の甘み』（ミスピーチ きょにゅうはもものあまみ）は、吉行由実監督の映画作品。
林由美香の遺作となった。

## 概略
2005年9月10日公開。上映時間は60分。成人向けコメディ映画。別題に海外向けの英題『Miss Peach』、DVDパッケージタイトルの『ミス・ピーチ』がある。

## あらすじ
桃の美味しさをアピールするミス・ピーチのミキ。実は年齢は10歳鯖読みしていて、17年前に死別した彼との間の子を施設に預けている。準ミスのサキエ、特別賞のアケミの３人で世界のミス・フルーツたちが競い合うミス・フルーツ・インターナショナルの日本代表の座を手に入れるべく、桃のキャンペーンに精を出す。ある日ミキに取材の依頼が来る。気合を入れて出かけるミキだが、そこで出会った記者は死別した元彼に瓜二つだった。

## 登場人物
ミキ(演・林由美香)
「ミスピーチ」のグランプリ。10歳サバを読んでミスコンテスト「ミスピーチ」に応募した所、優勝した。
表向きは20代の独身女性という事になっているが、実は元ヤンキーで、17年前に暴走族リーダーの恋人・沖田と交際し、彼の子を身ごもったが、直後に沖田は事故死。その後一人で出産したが経済的な事情などから息子(タクヤ)を施設に預ける事になった過去がある。
息子のために立派な大人になりたいと思った事から「ミスピーチ」に応募するなど、我が子に強い愛情を持った女性。
サキエ(演・薫桜子)
「ミスピーチ」の準ミス。
アケミ(演・小島三奈)
「ミスピーチ」の特別賞。
沖田(演・岡田智宏)
ミキの元恋人で暴走族のリーダー。17年前に事故死。
二階堂(演・)
沖田の弟分。
宇都宮(演・岡田智宏＝二役)
「ミスピーチ」を取材している記者。二階堂と一緒に暮らしている。ミキの元恋人・沖田に瓜二つ。
タクヤ
ミキと沖田の間に生まれた息子。経済的事情から幼少時よりミキとは離れて施設で生活している。

## スタッフ
- 監督・脚本…吉行由実
- 脚本…本田唯一
- 撮影…清水正二
- 音楽…加藤キーチ
- 録音…シネキャビン
- 編集…鵜飼邦彦
- 助監督…田中康文
- スチール…本田あきら
- 制作…オフィス吉行
- 提供…オーピー映画